# Maurica bellieri
Maurica bellieri är en fjärilsart som beskrevs av Lederer 1855. Maurica bellieri ingår i släktet Maurica och familjen björnspinnare. Inga underarter finns listade i Catalogue of Life.